# Pianul mecanic
Pianul mecanic (în engleză Player Piano) este primul roman al scriitorului american Kurt Vonnegut. A apărut la 18 august 1952 la editura Charles Scribner's Sons.
Acesta prezintă o distopie a automatizării și impactul negativ pe care îl poate avea asupra calității vieții. Povestea are loc într-o societate apropiată de viitor, care este aproape total mecanizată, eliminând necesitatea lucrătorilor umani. Mecanizarea generalizată creează conflicte între clasa superioară bogată, inginerii și managerii, care mențin societatea în mișcare, și clasa inferioară, ale cărei competențe și scopuri în societate au fost înlocuite de mașini. Cartea folosește ironia și sentimentalismul, care aveau să devină semne distinctive dezvoltate în continuare în lucrările lui Vonnegut.

## Prezentare
Povestea romanului are loc în viitorul apropiat, după un Al Treilea Război Mondial. În timp ce majoritatea americanilor au luptat în străinătate, managerii și inginerii națiunii s-au confruntat cu lipsa forței de muncă și au răspuns acestei cereri prin dezvoltarea unor sisteme automatizate ingenioase, care permiteau fabricilor să funcționeze cu doar câțiva muncitori. Romanul începe la zece ani după acest război, când majoritatea lucrătorilor din fabrică au fost înlocuiți cu mașini. Împărțirea populației este reprezentată de separarea din Ilium, New York unde pe o parte a râului Iroquois  trăiesc toți inginerii, managerii, funcționarii publici și câțiva experți, iar de cealaltă pare a râului, în sudul orașului denumit ca "Homestead", trăiesc toți care nu sunt ingineri și manageri. În nord-estul orașului se află mașinile.
Pianul mecanic dezvoltă două povești paralele care converg foarte puțin, la începutul și la sfârșitul romanului. Povestea principală îl prezintă pe protagonistul Dr. Paul Proteus (numit Paul), un manager de fabrică inteligent, de 35 de ani, care lucrează la Uzina Ilium. Povestea secundară urmărește turneul american al șahului din Bratpuhr, conducătorul spiritual al unei națiuni îndepărtate, subdezvoltate, cu o populație de șase milioane de locuitori .
Scopul celor două linii narative este acela de a oferi două perspective asupra sistemului: una din interior, a unui personaj emblematic al sistemului și o perspectivă din exterior, al unui vizitator care doar se uită la sistem. Paul, cu toate intențiile și scopurile sale, este întruparea vie a ceea ce ar trebui să se facă din răsputeri un om din sistem, iar șahul din Bratpuhr este un vizitator dintr-o cultură foarte diferită.

## Analiză
Kurt Vonnegut a declarat că, la scrierea cărții Pianul mecanic  a "folosit cu mult entuziasm acțiunea cărții Minunata lume nouă de Aldous Huxley (1932), a cărei acțiune a folosit cu mult entuziasm cartea lui Evgheni Zamiatin, Noi."

## Primire
A fost nominalizat la International Fantasy Award în 1953.

## Traduceri în limba română
- Kurt Vonnegut - Pianul mecanic, Editura Humanitas, 2006, Colecția Raftul Denisei, Ediția I. Traducere de Sanda Aronescu. ISBN 9789735012915[6]
- Kurt Vonnegut - Pianul mecanic, Editura Art, 2015, Colecție Serie de autor Kurt Vonnegut. Traducere de Sanda Aronescu. ISBN 9786067101553[7]